# Johannes Willem Pootjes
Johannes Willem Pootjes (Amsterdam, 27 november 1890 – Hilversum, 20 januari 1970) was een Nederlandse kunstenaar, ondernemer, pacifist en publicist.

## Leven en werk
Pootjes werd in 1890 in Amsterdam geboren als zoon van de smid Johannes Willem Pootjes en Antonia Hoddes. Pootjes was kunstschilder en begon zijn loopbaan als reclameontwerper in Amsterdam. Hij legde zich toe op het vervaardigen van schilderwerk op glas. Hij stichtte in de jaren dertig van de 20e eeuw in de Havendwarsstraat in Hilversum een atelier voor artistiek glasschilderwerk, met ~ vanaf 1940 ~ de bedrijfsnaam Pootjesglas. Pootjes verplaatste zijn bedrijf naar een boerderij aan de Langestraat in Hilversum. Tijdens de Duitse bezetting van Nederland in de Tweede Wereldoorlog verleende hij hier onderdak aan een groep Joodse onderduikers.
Pootjes was ook de stichter van de Gemeente der Cultusvrije Christusbelijders (CCB). Hij presenteerde zich als hoogleraar in de zogenaamde adamitische theologie aan de door hem gestichte universiteit "Tres Faciunt Collegium", eveneens gevestigd aan de Langestraat in Hilversum en in de jaren vijftig van de 20e eeuw verplaatst naar de 's-Gravelandseweg. Hij zou - zo vermeldt "Who's who in the Netherlands" - gestudeerd hebben aan alle Nederlandse universiteiten, maar volgens De Paepe was deze vermelding gebaseerd op de eigen opgave van Pootjes. Pootjes was een uitgesproken pacifist en keerde zich na de Tweede Wereldoorlog tegen de uitzending van militairen naar het voormalige Nederlands-Indië. Hij was van mening, dat uitzending van militairen strijdig was met de grondwet. In 1946 werd het door hem uitgegeven tijdschrift "De Vredestichter" tegelijk met De Waarheid verboden voor militairen. In 1947 werd een gevangenisstraf van vier jaar tegen hem geëist vanwege het aanzetten tot desertie. De door Pootjes belegde protestvergaderingen werden door enkele duizenden dienstplichtigen bezocht, waarvan er enkele honderden besloten hun uniformen in te leveren. De rechtbank deed in 1947 nog geen uitspraak omdat eerst de resultaten van een onderzoek naar de geestesvermogens van Pootjes moesten worden afgewacht. Pootjes dook onder en het duurde enkele jaren voordat hij in zijn woning aan de Langestraat kon worden opgepakt. In 1950 werd hij alsnog veroordeeld tot een gevangenisstraf van één jaar (waarvan een halfjaar voorwaardelijk) vanwege het aanzetten tot desertie en majesteitsschennis. Vanwege de preventieve hechtenis die hij had ondergaan behoefde hij geen verdere gevangenisstraf uit te zitten. Hij werd tijdens dit proces verdedigd door de advocaat Benno Stokvis. Op 28 juli 1951 trouwde hij te Hilversum met Christina Alberta Busch. Het was zijn derde huwelijk. Eerder trouwde hij op 14 maart 1912 te Amsterdam met Maria Christina de Keijzer. Na hun scheiding hertrouwde hij op 31 juli 1919 te Amsterdam met Cornelia Petronella Winkelmeijer, die in 1945 overleed.
De familie Pootjes vormde met enkele andere families een communeachtige werkgemeenschap, die zich bezighield met de vervaardiging van het Pootjesglas in de Langestraat in Hilversum. In 1956 liet hij achter zijn woning aan de 's-Gravelandseweg voor circa 3,5 miljoen gulden een accommodatie verrijzen voor zijn universiteit. De bouw werd gefinancierd uit de revenuen van Pootjesglas. Veel later werd op deze plek het AKN-gebouw gerealiseerd. Pootjes overleed in januari 1970 op 79-jarige leeftijd in zijn woonplaats Hilversum. Zijn nabestaanden zetten de activiteiten van zowel Pootjesglas als van de gemeenschap van Cultusvrije Christenbelijders nog jaren voort.

## Publicaties
- Hitler als God
- Aanklacht. Eedbreuk. De Grondwet geschonden in Londen, circa 1946
- Christus als licht in het centrum
- De ramp in Nederlandsch-Indië, 1947
- Het groote koningskruis, 1947
- Wat zegt God van de doodstraf?
- De geweldloze Christus, de wijsheid Gods
- Aphorismen
- Vredestichters-Voorlichtingsdienst. Ten dienste van anti-militairisten